# Kavalierhaus (Weißenfels Marienstraße 6–8)

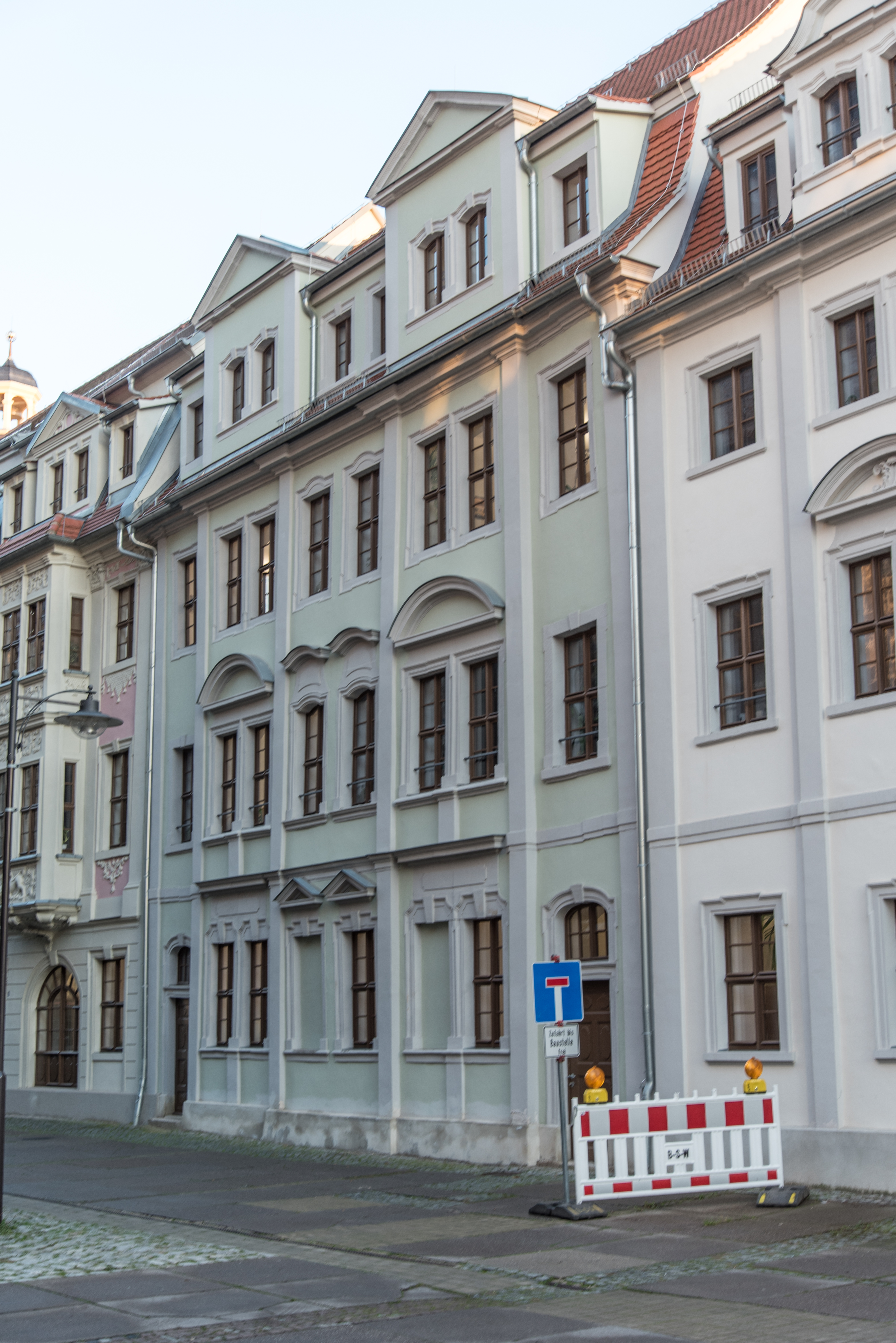
Kavaliershaus Marienstraße 6 und 8

Das Kavaliershaus sind zwei denkmalgeschützte Gebäude in der Stadt Weißenfels in Sachsen-Anhalt. Im örtlichen Denkmalverzeichnis sind die Gebäude unter der Erfassungsnummer 094 00635 als Baudenkmal verzeichnet.

## Geschichte
Die Kavaliershäuser unter der Adresse Marienstraße 6 und 8 in Weißenfels wurden 1718 von Johann Christoph Schütze erbaut als Diakonshäuser. Dem Bau des Gebäudes ging ein Stadtbrand im Jahr 1715 voraus, der auch das Rathaus und St.-Marien-Kirche sowie die Marienstraße zerstörte. Nach dem Wiederaufbau des Rathauses und der Kirche machte man sich auch in der Marienstraße an die Arbeit.